# Apama IV
Apama IV, a veces conocida como Apame IV (en griego antiguo: Απάμα Δ΄) fue una princesa de la dinastía Antigónida. 
Su padre fue Filipo V de Macedonia, rey desde 221 a. C. hasta 179 a. C. y su hermano Perseo de Macedonia, rey desde 179 a. C. hasta 167 a. C. Fue la esposa del rey Prusias II de Bitinia y madre de su sucesor, Nicomedes II de Bitinia. Su marido era su primo porque su tía Apama III, era la esposa de Prusias I de Bitinia.